# Breathing Games
Breathing Games est un communs de santé canadien en libre accès qui a pour but de promouvoir la santé respiratoire à travers des jeux (games for health) et du matériel libre diffusés sous licences copyleft,.
Breathing Games a une culture de collaboration libre et de travail collaboratif, afin de concevoir et développer des jeux éducatifs et thérapeutiques sur l'asthme, la mucoviscidose, et d'autres maladies respiratoires chroniques.
En 2017, Breathing Games  a obtenu des fonds des instituts de recherche en santé du Canada et du fonds Recherche & Innovation de la Fédération hospitalière de France, afin de poursuivre l'initiative.